# Glen Rice
Ne doit pas être confondu avec Glen Rice, Jr., son fils, joueur de basket-ball né en 1991.
Pour les personnes ayant le même patronyme, voir Rice.
Glen Anthony Rice, né le 28 mai 1967 à Flint, Michigan, est un ancien joueur américain de basket-ball de la NBA. Rice, qui fut à trois reprises NBA All-Star jouait au poste d'ailier et était réputé pour son shoot à trois points et se classe au 25e rang de l'histoire de la NBA pour le nombre de tirs à 3-points inscrits en carrière avec 1559 tirs réussis en 15 années de carrière. Rice fait partie des joueurs ayant remporté un titre NCAA et un titre NBA. Individuellement, il a remporté le titre de Most Outstanding Player en 1989 et de MVP du All-Star Game 1997. Son fils Glen Rice, Jr. est aussi joueur de basket-ball professionnel.

## Carrière universitaire
Rice évolua en NCAA pour l'université du Michigan durant 4 saisons (1985-1989), étant titulaire lors de 3 d'entre elles. Il est devenu le meilleur marqueur de l'histoire de l'école avec 2442 points. Il mena Michigan au titre de champions NCAA 1989, inscrivant un total de 184 points lors du tournoi final, un record qui tient toujours. Rice fut également élu Most Outstanding Player et fut élu par Associated Press dans la All-America second-team. À l'issue de son année junior, il fut présélectionné pour faire partie de l'équipe américaine participant aux Jeux olympiques d'été de 1988, mais ne fut pas retenu dans la sélection finale.
Le 20 février 2005, le maillot numéro 41 de Rice fut retiré lors d'une cérémonie à la Michigan's Crisler Arena.

## Carrière NBA
Après avoir commencé sa saison senior en étant prévu d'être sélectionné au milieu du premier tour de la draft, à la suite de sa performance au tournoi final NCAA, sa progression fut fulgurante au point d'être choisi au quatrième rang de la draft 1989 par le Heat de Miami, alors dans la deuxième saison de leur existence. Ceux-ci avaient besoin de renforts offensifs alors qu'ils avaient fini à la dernière place au nombre de points marqués lors de leur saison inaugurale en 1988-1989.
À Miami, après avoir inscrit 13,6 points par match lors de sa saison rookie, Rice inscrivit 17,4 points de moyenne lors de sa saison sophomore. Sa moyenne de points lors des quatre saisons suivantes se stabilisa autour des 20 points, connaissant un pic à 22,3 points en 1991-1992. Lors de ces six années passées sous le maillot de Miami, Glen Rice et le Heat ne se qualifièrent que deux fois pour les playoffs en perdant à chaque fois au premier tour de la conférence Est.
À quelques jours du début de la saison 1995-1996, Rice fut transféré aux Hornets de Charlotte en compagnie de Matt Geiger, en échange du pivot Alonzo Mourning. Ce fut un transfert bénéfique pour les deux équipes, Mourning redevenant All-Star et Rice accomplissant la première de ses trois apparitions consécutives au All-Star Game, dont l'édition 1997, où il fut nommé MVP.
En 1999, Rice fut de nouveau transféré avec J.R. Reid, cette fois aux Lakers de Los Angeles en échange de Eddie Jones et Elden Campbell ; il était considéré comme la pièce manquante du puzzle des Lakers pour rejoindre les Finales NBA. Alors que les Lakers s'inclinèrent face aux Spurs de San Antonio lors des playoffs 1999, où Rice n'eut pas un grand rôle, il fut un membre important de l'équipe qui remporta le titre de champion NBA en 2000 face aux Pacers de l'Indiana.
Rice disputa 15 saisons NBA de 1989 à 2004. Il fut All-Star à trois reprises et termina sa carrière avec une moyenne de 18,3 points et 4,4 rebonds en 1000 rencontres de saison régulière avec le Heat de Miami, les Hornets de Charlotte, les Lakers de Los Angeles, les Knicks de New York, les Rockets de Houston et les Clippers de Los Angeles. Il compila 18 336 points au total. Rice se classa au 3e rang des meilleurs marqueurs lors de la saison 1996-1997 derrière Michael Jordan et Karl Malone avec une moyenne de 26,8 points par match.
Rice joua aussi 55 matches de playoff, inscrivant 16,1 points et 4,5 rebonds. Il marqua 16,3 points en 3 All-Star Games.
Au début de sa carrière, Rice était le leader offensif du Heat et des Hornets. Quand il fut transféré aux Lakers, il devint la troisième option offensive derrière Shaquille O'Neal et Kobe Bryant. Lors de la conquête du titre de champion NBA avec les Lakers en 2000, il mena l'équipe conjointement avec Bryant et O'Neal.
Après avoir conquis le titre avec les Lakers, Rice fut transféré aux Knicks de New York où il eut un rôle de sixième homme.
Sa consécration personnelle en NBA intervint quand il fut désigné MVP du All-Star Game 1997, qui coïncida avec la célébration du cinquantième anniversaire de la NBA. Lors du match, il battit le record du nombre de points inscrits en un quart-temps et en une mi-temps au All-Star Game (avec 20 points lors du troisième quart-temps et 24 points en seconde mi-temps). Il remporta également le Three-Point Shootout lors du All-Star Game 1995 à Phoenix.
La meilleure performance offensive de Rice fut de 56 points le 15 avril 1995 alors qu'il jouait pour le Heat face au Magic d'Orlando de Shaquille O'Neal. Rice transforma 20 de ses 27 shoots, dont un 7/8 à 3-points. Ces 56 points furent la meilleure performance offensive de la saison 1994-1995.
Rice demeure le meilleur marqueur des Hornets avec une moyenne de 23,5 points par match.
Bien qu'il n'ait joué que 79 des 82 matches, il fut leader de la NBA au nombre de minutes jouées en 1997 (3362). Lors de cette même saison, il fut aussi leader au pourcentage à 3-points (47,0%).
Vers la fin de sa carrière, il connut des problèmes de poids (entraînant des blessures aux genoux) et devint trop lent pour suivre le rythme imposé par les jeunes talents de la NBA.

## Transferts NBA
- Sélectionné par le Heat de Miami au 1er tour (4e rang) de la draft 1989.
- Transféré par Miami avec Matt Geiger, Khalid Reeves et un premier tour de la draft 1996 aux Hornets de Charlotte contre LeRon Ellis, Alonzo Mourning et Pete Myers le 3 novembre 1995.
- Transféré par Charlotte avec B. J. Armstrong et J.R. Reid aux Lakers de Los Angeles contre Elden Campbell et Eddie Jones le 10 mars 1999.
- Transféré par les Lakers avec Travis Knight et un premier tour de draft 2001 conditionnel aux Knicks de New York dans un transfert incluant quatre équipes le 20 septembre 2000 (les Lakers recevant Emanual Davis, Greg Foster, Horace Grant et Chuck Person des SuperSonics de Seattle ; New York recevant Luc Longley et deux 2e choix de draft des Suns de Phoenix et Lazaro Borrell, Vernon Maxwell, Vladimir Stepania et un premier tour de draft 2001 conditionnel de Seattle; Phoenix recevant Chris Dudley, un premier tour de draft 2001 conditionnel et une somme d'argent de New York ; Seattle recevant Patrick Ewing de New York).
- Transféré par New York aux Rockets de Houston dans un transfert à trois équipes le 17 août 2001; (les Mavericks de Dallas recevant Muggsy Bogues de New York ; Houston recevant les droits de draft de Kyle Hill et une somme d'argent de Dallas ; New York recevant Shandon Anderson de Houston et Howard Eisley de Dallas).
- Transféré par Houston avec un futur tour de draft et une somme d'argent au Jazz de l'Utah contre John Amaechi et un futur 2e tour de draft le 30 septembre 2003.
- Écarté par Utah le 3 octobre 2003.
- Signé en tant qu'agent libre par les Clippers de Los Angeles le 10 octobre 2003.
- Écarté par les Clippers le 13 janvier 2004.

## Palmarès
Universitaire
- Champion NCAA en 1989 avec les Wolverines du Michigan.
- Most Outstanding Player du Final Four en 1989.

En franchise
- Champion NBA en 2000 avec les Lakers de Los Angeles.
- Champion de la Conférence Ouest en 2000 avec les Lakers de Los Angeles.
- Champion de la Division Pacifique en 2000 avec les Lakers de Los Angeles.

Distinctions personnelles
- NBA All-Star Game Most Valuable Player Award en 1997.
- 3 sélections au NBA All-Star Game en 1996, 1997 et 1998.
- NBA All-Rookie First Team en 1990.
- All-NBA Second Team en 1997.
- All-NBA Third Team en 1998.
- Joueur du mois de la NBA lors des mois d'avril 1992 et de février 1997.
- Vainqueur du concours de tirs à 3 pts du NBA All-Star Week-end 1995.
- Meilleur joueur de la conférence Est en avril 1992 et février 1997.
- Joueur ayant passé le plus de temps sur le terrain lors de la saison 1996-1997 (3362 minutes).

## Pour approfondir
- Liste des joueurs en NBA ayant joué plus de 1 000 matchs en carrière.
- Liste des meilleurs marqueurs en NBA en carrière.
- Liste des meilleurs marqueurs à trois points en NBA en carrière.